# Anna Zaja
Anna Zaja (* 25. Juni 1991 in Sigmaringen) ist eine deutsche Tennisspielerin.

## Karriere
Zaja gewann bisher sechs ITF-Turniere im Einzel und zwölf im Doppel.
Ihr bislang größter Erfolg war der Einzug 2014 ins Halbfinale der Doppelkonkurrenz beim WTA-Turnier in Stuttgart (Kategorie: Premier) an der Seite von Antonia Lottner. Beide waren zunächst überraschend ins Hauptfeld nachgerückt, wo sie dann im Halbfinale der Paarung Cara Black/Sania Mirza erst im Match-Tie-Break mit 2:6, 6:2 und [4:10] unterlagen.
Im Juli 2018 konnte Zaja durch drei erfolgreiche Turnierteilnahmen im ITF Women’s Circuit in der Weltrangliste von der Position 240 auf die Position 191 springen. In Stuttgart musste sie sich im Finale noch der ebenfalls erstarkten Mandy Minella geschlagen geben, konnte in der folgenden Woche in Aschaffenburg aber das Finale gegen Katharina Hobgarski für sich entscheiden. In den mit 60.000 $ dotierten Reinert Open in Versmold erreichte sie das Halbfinale, das sie dann gegen Laura Siegemund verlor.
Zaja spielte 2007, 2008 und 2009 für den TC Großhesselohe, sowie 2015 für den TEC Waldau in der deutschen 2. Tennis-Bundesliga.

## Turniersiege

### Einzel
| Nr. | Datum           | Turnier           | Kategorie   | Belag             | Finalgegnerin          | Ergebnis       |
| --- | --------------- | ----------------- | ----------- | ----------------- | ---------------------- | -------------- |
| 1.  | 21. April 2012  | Maskat            | ITF $10.000 | Hartplatz         | Laëtitia Sarrazin      | 6:2, 6:2       |
| 2.  | 30. März 2014   | Iraklio           | ITF $10.000 | Hartplatz         | Kathinka von Deichmann | 6:4, 6:1       |
| 3.  | 7. Februar 2016 | Glasgow           | ITF $10.000 | Hartplatz (Halle) | Maia Lumsden           | 6:4, 6:3       |
| 4.  | 21. März 2016   | Scharm El-Scheich | ITF $10.000 | Hartplatz         | Anastassija Komardina  | 6:4, 7:5       |
| 5.  | 19. März 2017   | Gonesse           | ITF $15.000 | Sand              | Priscilla Heise        | 6:3, 2:6, 7:66 |
| 6.  | 8. Juli 2018    | Aschaffenburg     | ITF $25.000 | Sand              | Katharina Hobgarski    | 6:4, 7:5       |

### Doppel
| Nr. | Datum              | Turnier                  | Kategorie   | Belag             | Partnerin          | Finalgegnerinnen                    | Ergebnis          |
| --- | ------------------ | ------------------------ | ----------- | ----------------- | ------------------ | ----------------------------------- | ----------------- |
| 1.  | 19. Juni 2011      | Köln                     | ITF $10.000 | Sand              | Vanessa Henke      | Carolin Daniels Christina Shakovets | 1:6, 6:3, [10:2]  |
| 2.  | 17. Juli 2011      | Darmstadt                | ITF $25.000 | Sand              | Natela Dsalamidse  | Hana Birnerová Karolína Plíšková    | 7:5, 2:6, [10:6]  |
| 3.  | 14. April 2012     | Fujairah                 | ITF $10.000 | Hartplatz         | Jana Sisikowa      | Fatma Al-Nabhani Kyra Shroff        | 6:4, 6:1          |
| 4.  | 23. September 2012 | Podgorica                | ITF $50.000 | Sand              | Nicole Clerico     | Mailen Auroux María Irigoyen        | 4:6, 6:3, [11:9]  |
| 5.  | 20. Mai 2013       | Casablanca               | ITF $25.000 | Sand              | Justine Ozga       | Eliza Kostowa Sandra Zaniewska      | 6:4, 6:2          |
| 6.  | 31. Oktober 2015   | Ismaning                 | ITF $10.000 | Teppich (Halle)   | Lena Rüffer        | Michaela Boev Hristina Dishkova     | 5:7, 7:63, [10:3] |
| 7.  | 17. Juli 2016      | Aschaffenburg            | ITF $25.000 | Sand              | Nicola Geuer       | Dalila Jakupović Lu Jiajing         | 6:4, 6:4          |
| 8.  | 14. August 2016    | Hechingen                | ITF $25.000 | Sand              | Nicola Geuer       | Vivian Heisen Pia König             | 6:3, 6:1          |
| 9.  | 27. Januar 2017    | Andrézieux-Bouthéon      | ITF $60.000 | Hartplatz (Halle) | Nicola Geuer       | Ana Bogdan Ioana Loredana Roșca     | 6:3, 2:2 Aufgabe  |
| 10. | 8. April 2017      | Jackson                  | ITF $25.000 | Sand              | Alla Kudrjawzewa   | Alexa Guarachi Ronit Yurovsky       | 6:2, 6:0          |
| 11. | 23. Juni 2017      | Baja                     | ITF $25.000 | Sand              | Chantal Škamlová   | Ágnes Bukta Vivien Juhászová        | 6:75, 6:1, [11:9] |
| 12. | 7. April 2018      | Santa Margherita di Pula | ITF $25.000 | Sand              | Walerija Solowjowa | Manon Arcangioli Chantal Škamlová   | 7:5, 6:3          |
| 13. | 23. Februar 2019   | Glasgow                  | ITF W25     | Hartplatz (Halle) | Lesley Kerkhove    | Freya Christie Jana Fett            | 6:4, 3:6, [10:3]  |

## Abschneiden bei Grand-Slam-Turnieren

### Einzel
| Turnier         | 2017 | 2018 | 2019 | Karriere |
| --------------- | ---- | ---- | ---- | -------- |
| Australian Open | —    | —    | Q2   | —        |
| French Open     | —    | —    | Q1   | —        |
| Wimbledon       | —    | —    | Q2   | —        |
| US Open         | 1    | Q1   | —    | 1        |

Zeichenerklärung: S = Turniersieg; F, HF, VF, AF = Einzug ins Finale / Halbfinale / Viertelfinale / Achtelfinale; 1, 2, 3 = Ausscheiden in der 1. / 2. / 3. Hauptrunde; Q1, Q2, Q3 = Ausscheiden in der 1. / 2. / 3. Runde der Qualifikation; n. a. = nicht ausgetragen